# Dylan și Cole Sprouse
Dylan Thomas Sprouse și Cole Mitchell Sprouse (n. 4 august 1992) sunt doi actori italieni gemeni. Aceștia s-au născut în Arezzo, Italia, după care s-au mutat în Long Beach, California. Primul rol major într-un film l-au avut în Big Daddy, împreună cu Adam Sandler. Au apărut în seriale și filme precum I Saw Mommy Kissing Santa Claus și Just for Kicks. În 2005 au primit rolurile lui Zack (Dylan) si Cody (Cole) pentru serialul de comedie The Suite Life of Zack and Cody. În urma succesului, Disney a realizat continuarea serialului, numită The Suite Life on Deck, care a devenit cel mai vizionat serial pentru copii/adolescenți în 2008 și 2009. În 2010, frații Sprouse au devenit cei mai bine plătiți actori adolescenți de la Disney, câștigând împreună $40,000 pe episod. MSN datează că începând cu sfârșitul lui 2010 au devenit cei mai bogați gemeni adolescenți din lume.

## Începutul vieții și a carierei
Gemenii Sprouse s-au născut în Arezzo, Toscana, Italia. Părinții lor, de origine americană, Matthew Sprouse și Melanie Wright erau profesori de limba engleză într-o școală din Toscana. Dylan a fost numit după poetul Dylan Thomas și este cu 15 minute mai mare decât Cole, numit după cântărețul de jazz și pianistul Nat King Cole. Băieții s-au mutat în Statele Unite  după 4 luni de la naștere. Au crescut în casa părinților în Long Beach, California. În 1997 părinții lor au divorțat. După o sugestie făcută de bunica lor, Jonine Booth Wright, care era profesoară de dramă și actriță, gemenii au început actoria la vârsta de 8 luni. Au debutat între anii 1993-1998 cu rolul lui Patrick Kelly, în serialul Grace Under Fire.

## Viața personală
| Imagine indisponibilă |  | Imagine indisponibilă |
| Dylan Sprouse         |  | Cole Sprouse          |

Gemenii preferă skateboarding-ul, snowboarding-ul, surfing-ul și basketball-ul. În timp ce filmau The Suite Life of Zack and Cody, erau supravegheați de un tutore, alături de care studiau 3 ore pe zi. Inițial serialul urma să se numească The Suite Life of Dylan and Cole, numele fiind ulterior schimbate. Zack și Cody au fost construiți după personalitățile reale ale gemenilor, deși, întrebați, aceștia au răspuns că amândoi se aseamănă mai mult cu Zack, însă nu până la extreme. Ambii au avut prietene, dar nicio relație nu a durat mai mult de 8 luni. Din septembrie 2009, ambii sunt singuri. Familia Sprouse are 3 câini:  Bubba, care le aparține gemenilor, Pinky, tatălui, și Curry, mamei vitrege. Actorul lor preferat și co-starul este Adam Sandler. În anul 2010, ambii frați au fost acceptați la Universitatea New York. Dylan studiază preferențial arta studio și într-o mai mică măsură economia, în timp ce Cole studiază în special producția de film și televiziune dar și, într-o mai mică măsură, drama.Cole a avut o relație cu actrița Lili Reinhart, care îi este și colegă de platou în serialul de succes dedicat adolescenților, Riverdale, dar aceștia s-au despărțit în 2020.

## Filmografie

### Filme
| An   | Titlu                                             | Rol Dylan Sprouse         | Rol Cole Sprouse          | Note                           |
| ---- | ------------------------------------------------- | ------------------------- | ------------------------- | ------------------------------ |
| 1999 | Big Daddy                                         | Julian McGrath            | Julian McGrath            |                                |
| 1999 | The Astronaut's Wife                              | Geamăn                    | Geamăn                    |                                |
| 2001 | Diary of a Sex Addict                             | Sammy Jr.                 | Sammy Jr.                 | film Direct-pe-DVD             |
| 2001 | I Saw Mommy Kissing Santa Claus                   | Justin Carver             | Justin Carver             |                                |
| 2002 | The Master of Disguise                            | Pistachio Disguisey tânăr | Pistachio Disguisey tânăr |                                |
| 2002 | Eight Crazy Nights                                | soldat KB Toys            | soldat KB Toys            | Voce                           |
| 2003 | Apple Jack                                        | Jack Pyne                 | Jack Pyne                 | Scurtmetraj                    |
| 2003 | Just for Kicks                                    | Dylan Martin              | Cole Martin               | film Direct-pe-DVD             |
| 2004 | The Heart Is Deceitful Above All Things           | Jeremiah                  | Jeremiah                  |                                |
| 2005 | Piggy Banks                                       | John tânăr                | N/A                       | Titlu alternativ: Born Killers |
| 2006 | Holidaze: The Christmas That Almost Didn't Happen | Copil                     | Copil                     | Voce; film Direct-pe-DVD       |
| 2007 | A Modern Twain Story: The Prince and the Pauper   | Tom Canty                 | Eddie Tudor               |                                |
| 2008 | Snow Buddies                                      | Shasta                    | N/A                       | Voce; film Direct-pe-DVD       |
| 2009 | The Kings of Appletown                            | Will                      | Clayton                   |                                |
| 2010 | Kung Fu Magoo                                     | Justin Magoo              | Brad Landry               | film Direct-pe-DVD             |

### Televiziune
| An      | Titlu                           | Rol Dylan Sprouse | Rol Cole Sprouse | Note                                                 |
| ------- | ------------------------------- | ----------------- | ---------------- | ---------------------------------------------------- |
| 1993–98 | Grace Under Fire                | Patrick Kelly     | Patrick Kelly    | rol principal; 72 episoade                           |
| 1998    | Mad TV                          | Copil             | Copil            | 2 episoade                                           |
| 2000–02 | Friends                         | N/A               | Ben Geller       | 7 episoade                                           |
| 2001    | The Nightmare Room              | Buddy             | Buddy            | Episod: "Scareful What You Wish For"                 |
| 2001    | That '70s Show                  | Bobby             | Billy            | Episod: "Eric's Depression"                          |
| 2005–08 | Zack și Cody, ce viață minunată | Zack Martin       | Cody Martin      | Rol principal; 87 episoade                           |
| 2006    | The Emperor's New School        | Zam               | Zim              | Voce; episod: "Oops, All Doodles/Chipmunky Business" |
| 2006    | That's So Raven                 | Zack Martin       | Cody Martin      | Episod: "Checkin' Out"                               |
| 2008    | According to Jim                | El însuși         | El însuși        | Episod: "I Drink Your Milkshake"                     |
| 2008–11 | The Suite Life on Deck          | Zack Martin       | Cody Martin      | Rol principal; 71 episoade                           |
| 2009    | Wizards of Waverly Place        | Zack Martin       | Cody Martin      | Episod: "Cast-Away (To Another Show)"                |
| 2009    | Hannah Montana                  | Zack Martin       | Cody Martin      | Episod: "Super(stitious) Girl"                       |
| 2010    | I'm in the Band                 | Zack Martin       | Cody Martin      | Episod: "Weasels on Deck"                            |
| 2011    | The Suite Life Movie            | Zack Martin       | Cody Martin      | film TV                                              |
| 2012    | So Random!                      | El însuși         | El însuși        | Episod: "Cole and Dylan Sprouse"                     |